# Trần Văn Trà
Trần Văn Trà (1918 - 20 de abril de 1996) foi um comandante do exército Vietcong, membro do Comitê Central do Partido Lao Dong (Partido Comunista do Vietnã) de 1960 a 1982, tenente-general do exército do Vietname do Norte e presidente da Comissão de Assuntos Militares do Instituto Central do Vietnã do Sul (COSVN) de 1964 a 1976.
Filho de um pedreiro, Tra nasceu na província de Quang Ngãi, em 1918. Ele se juntou ao Partido Comunista da Indochina, em 1938 e passou os anos da Segunda Guerra Mundial em uma prisão francesa. Entre 1946 e 1954, Tra lutou contra os franceses no Exército do Povo do Vietnam e se tornou um general em 1961, comandando as forças comunistas na metade do Vietnã do Sul. Durante a Guerra do Vietnã contra os norte-americanos e sul-vietnamitas, ele liderou o ataque em Saigon durante a Ofensiva do Tet de 1968 e comandou a Frente B-2 durante a Ofensiva de Páscoa.
Durante uma reunião em 1974 de líderes militares norte-vietnamita em Hanói, Tra argumentou uma contra estratégia conservadora, durante o ano seguinte. O ataque foi bem sucedido e os E.U.A não responderam militarmente, solicitando maiores e mais agressivas operações comunistas. Em Abril de 1975, tornou-se vice-comandante da sede da A75 em Senior, quando o general Van Tien Dung durante a Campanha de Ho Chi Minh, que foi o assalto final sobre Saigon que levou à capitulação do governo sul-vietnamita. Ele foi vice-ministro de defesa de 1978 a 1982.
Em 1982, Tra publicou no Vietnã: A History of the Bulwark B-2 Theater, que o revelou como um  Político tolo, pois Hanói havia superestimado suas próprias capacidades militares, os E.U.A e o Vietname do Sul, antes e durante a Ofensiva Tet. Isso ofendeu e constrangeu os líderes da recém-unificado Vietname. Ele viveu em prisão domiciliar até sua morte em 20 de abril de 1996.